# بروغ دي في بي
برنامج البروغ أو progdvb
برنامج مجاني لمشاهدة القنوات الفضائية في أجهزة الحاسوب عن طريق كرت الساتلايت و يعتبر أكثر البرامج شعبية لوجود عدة ميزات به و سهولة الاستخدام.

شاشة برنامج البروغ

## وصلات خارجية
موقع البرنامج